# Дуберштейн, Борис Самойлович
Борис Самойлович Дуберштейн (3 августа 1900, Одесса — 19 апреля 1963, Свердловск) — советский кинорежиссёр

 документального и учебного кино.

## Биография
Окончил Еврейское училище в Одессе (1910 год) и партийную школу (1928 год).
Работал во Всеукраинском фотокиноуправлении в Харькове, с 1924 по 1939 год — режиссёр и заместитель директора Одесской киностудии. В 1933—1938 гг. ставил учебные фильмы, посвященные сельскому хозяйству.
В 1939—1948 гг. работал на киностудии «Сибтехфильм» (Новосибирск), с 1948 г. — режиссёр Свердловской киностудии.
Член Уральского отделения Союза кинематографистов России.
Похоронен на Широкореченском кладбище.

## Фильмография
- 1925 — Борьба с сусликами
- 1929 — Кенаф
- 1930 — Подсолнух и его промышленное значение
- Хлопок на Украине
- Как сеять хлопок
- 1932 — Что делают из хлопка
- Курс горной промышленности
- 1933 — Комбайн Коммунар
- 1934 — Сап и борьба с ним
- Метод составителя Ищенко
- 1935 — Туберкулез рогатого скота
- Колхозы — миллионеры Украины
- 1938 — Капремонт тракторов СТЗ — ХТЗ
- 1940 — По освобожденной Бессарабии